# Jean Hyacinthe Adolphe Collas de La Motte
Jean Hyacinthe Adolphe Collas de La Motte (25 août 1805, Plouguin, Finistère - 21 juillet 1896), est un militaire et homme politique français.

## Biographie
Fils d'Alexis Collas de La Motte, capitaine au régiment de l'Île-de-France, et de Marie Louise Barthélemy Colin de La Biochaye, Jean Hyacinthe Adolphe Collas de La Motte suivit la carrière militaire. Officier de cavalerie, il démissionna et se retira au château de Lesven pour s'occuper de questions agricoles. Il devint membre du Conseil général du Finistère, puis fut élu le 13 mai 1849, représentant de ce département à l'Assemblée législative. 
Il siégea à droite, et vota, en toute circonstance, avec le parti conservateur et monarchiste, sans se rallier à la politique personnelle du prince-président. Il se prononça, conséquemment, pour l'expédition de Rome, pour les poursuites exercées contre plusieurs représentants après l'affaire du 13 juin, pour l'abolition de la gratuité absolue des Écoles polytechnique et militaire, contre l'abolition de la peine de mort, pour la nouvelle loi électorale, restrictive du suffrage universel, pour la loi portant l'interdiction des clubs, pour la loi Falloux-Parieu sur l'instruction publique, etc.
Époux de Marie-Gabrielle-Ernestine de Cresolles (petite-fille de l'amiral Charles de Bernard de Marigny), puis à Bathilde-Marie-Céleste de Cibon, il eut une fille marié à René-Charles Halna du Fretay, chef d'escadron, fils de l'amiral Hippolyte Halna du Fretay.